# 채드 마이클 콜린스
채드 마이클 콜린스(Chad Michael Collins, 1979년 9월 22일 ~ )는 미국의 배우, 영화 제작자이다.
올버니에서 태어났다.

## 영화
- 스나이퍼: 암살자의 최후 (2020년)
- 하울러 (2018년)
- 스나이퍼: 얼티밋 킬 (2017년)
- 스나이퍼 고스트 슈터 (2016년)
- 썬큰 시티 (2014년)
- 스나이퍼 레거시 (2014년)
- 컴퍼니 오브 히어로즈 (2013년)
- 스나이퍼: 리로디드 (2011년) - Sgt 브랜던 베켓 역
- 룸 33 (2009년)
- 플래시드 2 (2007년) - 스콧 역
- The Christmas Card (2006)